# Mario Kindelán
Mario César Kindelán Mesa (Holguín, Cuba, 10 de agosto de 1971) es un deportista olímpico cubano que compitió en boxeo, en la categoría de peso ligero y que consiguió la medalla de oro en los Juegos Olímpicos de Sídney 2000 y Atenas 2004.

## Palmarés internacional
| Juegos Olímpicos | Juegos Olímpicos   | Juegos Olímpicos | Juegos Olímpicos |
| Año              | Lugar              | Medalla          | Prueba           |
| ---------------- | ------------------ | ---------------- | ---------------- |
| 2000             | Sídney (Australia) | Medalla de oro   | Peso ligero      |
| 2004             | Atenas (Grecia)    | Medalla de oro   | Peso ligero      |